# Gradi della Royal Air Force

## Scala gerarchica dei gradi

### Gradi degli ufficiali
| Grado                                                         | Distintivo per controspallina e per manica ordinario | Distintivo per uniforme da parata | Distintivo per uniforme No. 1 Service Dress | Bandiera di comando | Codice NATO |
| ------------------------------------------------------------- | ---------------------------------------------------- | --------------------------------- | ------------------------------------------- | ------------------- | ----------- |
| maresciallo della Royal Air Force Marshall of Royal Air Force |                                                      |                                   |                                             |                     | OF-10       |
| maresciallo capo dell'aria Air chief marshall                 |                                                      |                                   |                                             |                     | OF-9        |
| maresciallo dell'aria Air marshall                            |                                                      |                                   |                                             |                     | OF-8        |
| vicemaresciallo dell'aria Air vice-marshall                   |                                                      |                                   |                                             |                     | OF-7        |
| commodoro dell'aria Air commodore                             |                                                      |                                   |                                             |                     | OF-6        |
| capitano di gruppo Group captain                              |                                                      |                                   |                                             |                     | OF-5        |
| comandante di stormo Wing commander                           |                                                      |                                   |                                             |                     | OF-4        |
| capo squadrone Squadron leader                                |                                                      |                                   |                                             |                     | OF-3        |
| tenente di squadriglia Flight lieutenant                      |                                                      |                                   |                                             | -                   | OF-2        |
| ufficiale navigante Flying officer                            |                                                      |                                   |                                             | -                   | OF-1        |
| ufficiale pilota Pilot officer                                |                                                      |                                   |                                             | -                   | OF-1        |

### Gradi dei sottufficiali e della truppa
| Grado | Distintivo        | Codice NATO |
| --- | ----------------- | ----------- |
| ufficiale mandatario Warrant officer mastro equipaggio Master aircrew                                                |                   | OR-9        |
| sergente del personale di bordo della squadriglia Aircrew flight sergeant sergente della squadriglia Flight sergeant |                   | OR-7        |
| capotecnico Chief technician                                                                                         |                   | OR-7        |
| sergente Sergeant |                   | OR-6/OR-5   |
| caporale Corporal |                   | OR-4        |
| caporale scelto Lance corporal                                                                                       |                   | OR-3        |
| aviere anziano tecnico Senior aircraftman technician                                                                 |                   | OR-2        |
| aviere anziano Senior aircraftman                                                                                    |                   | OR-2        |
| aviere primario Leading aircraftman                                                                                  |                   | OR-2        |
| aviere Aircraftman                                                                                                   | Nessun distintivo | OR-1        |